# Saint-Christophe-du-Ligneron
Saint-Christophe-du-Ligneron – miejscowość i gmina we Francji, w regionie Kraj Loary, w departamencie Wandea.
Według danych na rok 1990 gminę zamieszkiwały 1 434 osoby, a gęstość zaludnienia wynosiła 34 osoby/km² (wśród 1504 gmin Kraju Loary Saint-Christophe-du-Ligneron plasuje się na 420. miejscu pod względem liczby ludności, natomiast pod względem powierzchni na miejscu 117.).